# Die Vertreibung aus dem Paradies (Film)
Die Vertreibung aus dem Paradies ist ein deutscher Spielfilm. Er wurde am 2. April 1977 im Rahmen der Duisburger Filmwoche uraufgeführt.

## Handlung
Anton Paulisch wollte zum Film und als Schauspieler eine internationale Karriere machen. So zog es ihn von München nach Rom. Unter dem Künstlernamen Andy Pauls wirkte er tatsächlich in verschiedenen Produktionen mit, ohne allerdings je eine Hauptrolle zu spielen. Mehr schlecht als recht schlägt er sich durch. Erst der nahe Tod seiner Mutter führt ihn wieder in seine Heimatstadt zurück. Die Mutter vermacht ihm ein mächtiges Bild von der Vertreibung aus dem Paradies, welches er als Kind immer wieder bestaunt hatte. Aber vor allem erben er und seine Schwester Astrid ein kleines Fotogeschäft, auf dem jedoch hohe Schulden lasten.
Trotzdem schafft es die Schwester, dass Andy vorerst in München bleibt und sich auf die Suche nach Filmrollen macht. Zwar löst seine Vorführung als roboterhafter Mechanischer Mann regelmäßig Bewunderung aus, aber trotzdem endet die Tour bald in einem Desaster: Bei den Dreharbeiten für einen Motorenöl-Werbefilm stellt sich heraus, dass er gar nicht Auto fahren kann. Seine Schwester bewundert und umsorgt ihn jedoch weiterhin. Längst hat sich auch eine mehr als geschwisterliche Zuneigung entwickelt. Die Avancen des spießigen Bank-Filialleiters Berens scheint Astrid nur zu erwidern, weil damit die finanzielle Not bald behoben wäre.
Eine gewisse Gräfin Rosenburg verschafft Andy doch noch eine richtig große Rolle. Die schöne Adlige ist nämlich gerade in höchster Not. Sie finanziert ihren luxuriösen Lebensstil als Heiratsschwindlerin – und ein Betrogener ist ihr dicht auf der Spur. Nur durch eine darstellerische Spitzenleistung kann Andy Pauls sie in einer Hotelbar vor der Enttarnung retten. Auf der Stelle wird er ihr „Sekretär“. Schnell wächst das Vermögen weiter. Aber noch geschicktere Gauner nehmen den beiden bald wieder alles ab.
Die Hochzeit zwischen Astrid und dem Filialleiter ist inzwischen nicht mehr zu verhindern.
Sie ist Teil eines raffinierten Plans des Bankiers. Bei der Hochzeitsreise kommt jedoch alles ganz anders. Andy will plötzlich mit nach Italien, hat er doch eben per Telegramm ein sensationelles Angebot aus Rom erhalten. Kurz entschlossen kapern Astrid, Andy und die Gräfin das startklare Auto von Berens und fahren los, ohne diesen mitzunehmen. 
Wenige Kilometer vor Rom hat er sie mit einem anderen Auto eingeholt. Doch nicht wegen seiner frisch angetrauten Frau raste er hinterher, sondern wegen eines Werkzeugkastens voll unterschlagener Bankgelder. Die Gräfin kann dieser Versuchung des Reichtums nicht widerstehen. So klären sich die Verhältnisse ein letztes Mal. Wohl auf Nimmerwiedersehen trennt man sich. Zurück bleibt das inzestuöse Geschwisterpaar Andy und Astrid, das in Rom das große Tor der Cinecittà erreicht. Unter feierlichem Glockengeläut fahren sie ins Film-Paradies ein. Ein Engel weist ihnen den Weg.

## Hintergründe
Der Film trägt starke autobiographische Züge, sowohl in Hinsicht auf den Regisseur Niklaus Schilling, als auch bezüglich seines Hauptdarstellers Herb Andress.
Schilling, ein Schweizer, der seit 1965 in München ansässig war, hatte nach seinem von der Kritik anerkannten Erstlingsfilm Nachtschatten Mühe, in der Filmbranche Fuß zu fassen. Er sieht sich geschichtsbewusst und der deutschen Mythologie verhaftet und grenzt sich einerseits von Filmemachern ab, die vor allem (US-)amerikanische Vorbilder zu imitieren versuchen, andererseits von jenen, die sich an einem bildungsbürgerlichen, elitären Kunstbegriff orientieren. Schilling sucht die Ursache für die Identitätskrise der deutschen Filmbranche in den 1970er Jahren im mangelnden Bewusstsein für die popkulturelle Identität des Mediums Film. Zeittypisch kritisiert er in Vertreibung aus dem Paradies den Ausverkauf an das Fernsehen und den Kommerz.
Andress, ein Österreicher, war einst mit dem festen Ziel einer Filmkarriere nach Hollywood gezogen. Eine seiner bekanntesten, frühen Rollen wurde die Darstellung des Mechanical Man im Rahmen der Fernsehserie Mein Onkel vom Mars. Meist war er auf die Rolle des blonden Deutschen, vielfach in Kriegsfilmen des deutschen Nazi-Offiziers festgelegt. Von der amerikanischen Filmkritik wurde er schon mal als „teutonische Kreuzung“ aus Lee Marvin und James Caan bezeichnet. Nach seiner Rückkehr nach Europa zu Beginn der 1970er Jahre wurde er dem hiesigen Publikum durch Nebenrollen bekannt, vor allem durch Fernsehauftritte wie die des Helden der TV-Serie Alles Gute, Köhler. Die Vertreibung aus dem Paradies war seine erste Kino-Hauptrolle nach der Rückkehr.

## Kritiken
„Episodisch angelegter, mit leichter Hand inszenierter Film, verwebt aus Momenten des Melodrams, der Satire und der Kriminalkomödie. Eine vielschichtige Auseinandersetzung mit Mythen und Kinoklischees, die zugleich die Rolle des Schauspielers in der Filmindustrie hinterfragt.“

„Dies ist einer jener seltenen und seltsamen Filme, die den Zuschauer ständig überraschen und erstaunen, die sich jeglichen Erwartungen widersetzen und kaum kategorial einzuordnen sind. Was wie ein Melodram beginnt, schlägt plötzlich um in eine Komödie, wird dann Kriminalfilm, alsbald wieder Melodram und endet schließlich in einem solchen Superkitsch, daß man glaubt zu träumen.“

„Was Materialbewußtsein, technisch-handwerkliche Filigranarbeit und ästhetisches Raffinement angeht, sucht dieser Film hierzulande seinesgleichen. Wie die grüne Pflanze in der Wüste: ein Mirakel!“

Peter Buchka hob in der Süddeutschen Zeitung hervor, „wie souverän hier die Wehmut über einen alten Kindertraum, wie genau die Analyse der hiesigen Kinosituation, wie witzig und scharfsinnig die Vermischung von Realität und (Film-) Mythologie, von niederdrückendem Alltag und kompromißlosem Traum dargestellt ist.“

## Auszeichnungen
1977 nahm der Film als deutscher Beitrag am Wettbewerb der Internationalen Filmfestspiele von Berlin teil.